# Помазани
Помазани́ (нім. Pomasan) — село Кілійської міської громади у Ізмаїльському районі Одеської області в Україні.
На території села працюють: фельдшерсько-акушерський пункт, Клуб та магазин змішаного асортименту товарів.
У 2008 році відмітило ювілейну сторічну річницю з дня заснування населеного пункту.

## Населення
Помазани — найменший населений пункт сільського типу Кілійського району. Чисельність населення станом на 1 січня 2011 рік склала 77 чоловік.
У 1930 році в селі проживали 163 німці та 21 осіб інших національностей, у 1940 — відповідно 182 та 8 осіб.
Згідно з переписом 1989 року населення села становило 102 особи, з яких 49 чоловіків та 53 жінки.
За переписом населення 2001 року в селі мешкало 108 осіб.
Значна доля населення українці — 72 чол. (93 % загальної чисельності). Крім того в селі також проживає російське, молдавське та болгарське населення. У розмовній мові переважає південний діалект, так званий суржик, відмінною особливістю якого є поєднання української граматики і фонетики із змішаною російсько-українською лексикою.

### Мова
Розподіл населення за рідною мовою за даними перепису 2001 року:
| Мова       | Відсоток |
| ---------- | -------- |
| українська | 70,37 %  |
| румунська  | 14,81 %  |
| російська  | 13,89 %  |
| болгарська | 0,93 %   |